# Glucklich ist, wer vergißt
Glucklich ist, wer vergißt (Felice è colui che dimentica) op. 368, è una polka mazurka di Johann Strauss (figlio).
La polka mazurka Glucklich ist, wer vergißt appartiene a quella serie di brani orchestrali che Johann Strauss ricavò dalle melodie della sua operetta più celebre, Die Fledermaus (prima al Theater an der Wien, 5 aprile 1874).
Già nel 1873, Strauss stava organizzando e pianificando il tour di concerti che durante l'anno successivo l'avrebbe visto impegnato in Italia alla guida dell'orchestra tedesca Julius Langenbach.
Dato l'imminente avvicinarsi del tour italiano, a Strauss restò pochissimo tempo per comporre i balli ispirati alle melodie della sua ultima operetta. Soltanto la Fledermaus-Polka, la Fledermaus-Quadrille e la Csardas vennero pubblicate immediatamente dopo la prima dell'operetta, mentre i brani rimanenti vennero eseguiti soltanto più tardi.
La polka mazurka Glucklich ist, wer vergißt deve il suo nome al ritornello dell'aria cantata da Alfred e Rosalinde nel primo atto (Trinke, Liebchen, trinke schnell), che oltre al titolo offre anche le melodie di apertura e chiusura della polka, mentre la sezione centrale è tratta dal terzetto So muß allein ich bleiben cantato da Eiensten, Rosalnde e Adele e le melodie d batto russo del secondo atto (oltre che da un tema sconosciuto, derivato da materiale di scarto che Strauss utilizzò soltanto per la polka).
Il brano venne eseguito per la prima volta fra l'ottobre e il novembre 1874, da una delle tante bande militari presenti a Vienna in quel periodo.